# Gli eletti di Mut
Gli eletti di Mut è un romanzo fantasy storico del 1985 scritto da Jean M. Auel, terzo libro della serie comunemente nota come I figli della Terra.

## Trama
Ayla e Giondalar, in un giro esplorativo nel territorio attorno alla valle di Ayla, incontrano una tribù di Mamutoi, i Cacciatori di Mammut, che li invitano a visitare il loro accampamento, il Campo del Leone.
Qui, Ayla impara per la prima volta a confrontarsi con persone della sua stessa specie, ma i presupposti non sono subito positivi per la giovane donna.
Abituata al silenzio ed alla discrezione apprese nel Clan dell'Orso delle Caverne, rimane per un attimo scossa dall'atteggiamento irruento e confusionario che sembra regnare tra gli "Altri", che si affollano attorno a lei, incuriositi dai cavalli e dalle sue capacità.
Turbata, la ragazza si apparta con gli animali, ed il capotribù, Talut, chiede che sia lasciato spazio a lei ed a Giondalar per sistemarsi e riposarsi, e per evitare di agitare i cavalli, dai quali lui stesso è incuriosito ed affascinato.
Poco dopo, Ayla fa una scoperta per lei sconvolgente. Infatti, nel Campo del Leone vive Rideg, un bambino frutto dell'unione tra il Clan dell'Orso delle Caverne e gli Altri, definito di "Spiriti Misti", poiché generato dall'unione di uno spirito degli Altri ed uno dei Testapiatta, come vengono chiamati i membri del Clan.
Sbalordita e commossa, perché il bambino le ricorda il proprio figlio, Durc, rimasto con il Clan e mai più visto dalla sua fuga a seguito della Maledizione di Morte di Brud, Ayla lo prende da subito in grande simpatia, e gli permette di cavalcare Hinni, attirandosi lo stupore di tutti i presenti, e guadagnandosi l'affetto del bambino e la stima di Nezzie, moglie del capotribù, che ha cresciuto Rideg come un figlio suo, dopo averlo adottato alla nascita.
Accolti quindi nella dimora dei loro nuovi amici, Ayla e Giondalar conoscono anche altri membri della tribù...Tulie, sorella di Talut e con lui capotribù...Vimez, fratello di Nezzie, un abile artigiano della selce, come Giondalar...e Ranec, figlio di Vimez, un ragazzo affascinante e dalla pelle molto scura che da subito manifesta interesse per Ayla, e verso il quale Giondalar prova una gelosia immediata.
I due giovani incontrano anche Mamut, l'anziano sciamano del Campo del Leone, il più vecchio di tutti gli sciamani Mamutoi...quando lo vede, la sua aria venerabile spinge Ayla a comportarsi con lui come una donna del Clan, manifestando rispetto e sottomissione, scambiandolo per un attimo per Creb, e malgrado l'imbarazzo di Giondalar, la cosa mette la ragazza in buona luce con gli altri membri dell'accampamento.
Ma nessuno è più sorpreso di Ayla, quando Mamut la accoglie e la esorta ad accomodarsi dopo averle dato un colpetto sulla spalla, il segno del Clan che consente alle donne di essere accettate ed ascoltate.
Mentre la ragazza si chiede come possa un uomo degli Altri conoscere le usanze del Clan, nella prima sera con i Mamutoi lei e Giondalar scoprono la storia di Rideg...il bambino è figlio di una donna del Clan che, incinta e molto debole, si era messa a seguire i membri del Campo del Leone...quando era stata avvicinata, aveva fatto capire che stava per partorire, e che aveva bisogno di aiuto.
Nezzie l'aveva aiutata nel parto, assai difficile come era accaduto ad Ayla, e le aveva mostrato il piccolo poco prima che lei morisse...da lì la donna, materna e di gran cuore, aveva deciso di tenere con sé il piccino e di crescerlo con i suoi figli. 
Ayla è commossa dalla storia, perché le sembra di risentire la propria, quando Iza la accolse come se fosse stata una figlia sua...quando Nezzie abbraccia Rideg, spiegando che per lei non è un animale, ma un bambino ed un figlio, anche se non può parlare, Ayla le spiega, senza accennare a Durc, che Rideg comprende e capisce tutto, ma che non parla perché è in parte del Clan - al contrario di Durc infatti, Rideg ha ereditato le corde vocali del Clan, impossibilitate a produrre suoni complessi - e che il suo linguaggio è gestuale.
Quando Nezzie chiede spiegazioni, Ayla confessa di essere stata allevata dal Clan, sollevando un grande subbuglio...calmati gli animi grazie a Mamut, la giovane donna racconta di essere stata raccolta dal Clan quando era molto piccola, e di aver vissuto a lungo con loro. 
Subito dopo, insegna a Rideg il gesto per la prima parola che, a suo tempo, lei imparò da sola...già all'arrivo di Ayla al campo infatti, Rideg le aveva visto compiere un gesto di saluto del Clan, ed aveva reagito con un moto di consapevolezza, Ayla è quindi certa che il ragazzino abbia le "memorie" del Clan, ed infatti, non appena gli mostra il gesto, Rideg lo comprende e lo ripete correttamente, utilizzandolo poi per rivolgersi a Nezzie, tra lo stupore generale e la commozione della donna, chiamandola "madre". 
Nei giorni successivi, la giovane donna comincia ad insegnare a Rideg il linguaggio del Clan, e gli altri bambini del Campo, cresciuti con lui e non ancora avvezzi al pregiudizio degli adulti, si mostrano impazienti di impararlo a propria volta, per riuscire per la prima volta a comunicare con lui, rendendolo felice come mai in vita sua. 
Nezzie ed Ayla parlano, la ragazza ha già compreso che il bambino soffre di cuore, e confessa a Nezzie di avere un figlio come lui, sebbene Durc sia sano ed addirittura in grado di parlare. 
Passano i giorni, ed Ayla e Giondalar rimangono al Campo del Leone, partecipando ad una caccia al bisonte dove Ranec rimane ulteriormente affascinato da Ayla e non ne fa mistero, sollecitando di più la gelosia di Giondalar. 
Nelle sere seguenti, Ayla interverrà per salvare da soffocamento la piccola Nuvie, e successivamente, sarà determinante in un attacco cardiaco di Rideg, in cui riuscirà a salvare il bambino...in questa occasione, Mamut chiederà ad Ayla di poter esaminare da vicino la sua borsa della medicina, fatta con una pelle di lontra intera, come da tradizione del Clan, e la ragazza gli parlerà della madre e della sorella adottive. 
Quando Ayla fa il nome della sorella, Uba, Mamut le chiede, emozionato, se sia un nome comune...Ayla, sorpresa, gli risponde che era il nome della nonna di Iza, quindi della bisnonna di Uba...lo sciamano chiede ancora, alla ragazza sempre più sorpresa, di due giovani che corrispondono alla descrizione di Creb e Brun, giovani...alle sue risposte affermative, Mamut rivela ad Ayla quanto già sospettava da tempo. 
Da giovane, Mamut aveva fatto un viaggio da solo, perché il ragazzo che doveva fare il Viaggio con lui si era ammalato prima della partenza, ed aveva deciso di attraversare, per fare prima, quello che sapeva essere il territorio dei "Testapiatta". 
Un giorno aveva fatto una brutta caduta, perdendo le proprie cose e ritrovandosi con un trauma cranico ed una grave frattura al braccio, in cui l'osso era fuoriuscito dalla pelle...sconvolto dal dolore, dalla ferita alla testa e febbricitante, una sera aveva visto un chiarore, e pensando che fosse un campo di qualche tribù vi si era diretto, ma non appena raggiunto il fuoco era svenuto. 
Al suo risveglio, aveva scoperto di trovarsi in un accampamento del Clan, dove la loro Donna Medicina lo aveva curato, rimettendogli a posto il braccio...il campo lo aveva poi ospitato per un po', fino a che, rimessosi in salute, l'uomo era ripartito qualche tempo dopo. 
Per Ayla è una grande emozione, poiché Mamut è proprio "l'uomo con il braccio rotto" di cui Iza le parlava spesso, e grazie al quale lei era stata accolta perché solo conoscendolo, Brun aveva capito che anche gli Altri erano esseri umani. 
Inoltre, Mamut le chiede di una donna, alla quale si era affezionato e che aveva quasi pensato di prendere come compagna, una donna senza figli...anche di lei Ayla ha notizie, sebbene non l'abbia conosciuta perché morta nel terremoto che aveva ucciso anche i suoi genitori...la donna, senza un compagno e senza figli, era rimasta nel Clan, ed aveva sempre avuto qualcuno che si occupasse di lei, pur avendo la posizione gerarchica più bassa di tutte...Iza aveva deciso di insegnare alla figlia adottiva l'arte medica proprio perché non finisse come lei, senza un focolare e senza un compagno, sempre sulle spalle di tutti e senza prestigio. 
Mamut è felice di sapere che quella donna, che poi non aveva portato con sé perché sarebbe stata infelice in mezzo al suo popolo, non è morta sola...l'anziano Mamutoi e la giovane donna scoprono quindi un passato in comune che li lega. 
A seguito dell'intervento risolutivo su Rideg, Nezzie propone a Talut di adottare Ayla, per fare di lei una Mamutoi...l'uomo accetta, proponendo alla ragazza di entrare a far parte della loro tribù. 
Ayla, dopo un iniziale diverbio con Frebec, un uomo del campo che la guarda con diffidenza e sospetto, accetta e viene a sua volta accettata, e la sua decisione è avallata da Giondalar, sebbene il giovane sia in preda a sentimenti contrastanti. 
Da una parte è contento che Ayla abbia un popolo da chiamare come proprio, ma teme che se viene adottata poi voglia rimanere per sempre con i Mamutoi, mentre lui vorrebbe tornare agli Zelandoni...dall'altra, spera che avendo un popolo da rivendicare, una volta tra la sua gente Ayla eviti di parlare del Clan, passato verso il quale Giondalar prova ancora vergogna e repulsione, pur amando la compagna. 
Alla vigilia dell'adozione, Ayla si reca nella sua valle con Giondalar, malgrado le proteste della capotribù Tulie...infatti, sebbene abbia promesso ad ogni focolare del Campo del Leone una "Pietra del Fuoco", le è stato detto che diventando Mamutoi deve dar prova del proprio prestigio, per poter avere un giorno un elevato "Prezzo della Sposa"...durante l'adozione dovrà quindi esserci uno scambio di doni, per il quale Tulie, Talut e Nezzie si mostrano disponibili a darle degli oggetti da scambiare. 
Ayla rifiuta decisamente, poiché la sua vecchia grotta trabocca di oggetti fabbricati negli anni trascorsi in solitudine, e perché in fondo la giovane donna vuole rivedere la valle un'ultima volta, ben sapendo che poi non vi tornerà più. 
I due ragazzi approfittano dell'insperata vacanza per rinsaldare il loro legame, e nel corso dei giorni in cui Ayla decide cosa portare con sé e cosa lasciare per sempre, Giondalar le racconta qualcosa in più del proprio passato. 
Rivela così ad Ayla un segreto che lo angoscia da anni, e che pensa che gli abbia impedito da sempre di provare il piacere supremo, e di innamorarsi di una donna...l'uomo infatti ha imparato a dare piacere alle donne da Zolena, la Donna-Donai che lo aveva iniziato ritualmente ai piaceri del sesso...frustrato per non essere riuscito ad avere la donna di cui si era innamorato perdutamente - sebbene la sapesse votata allo sciamanesimo ed al suo popolo - lui aveva lasciato la sua gente, dopo aver picchiato l'uomo che aveva reso pubblica la loro relazione "proibita" quando era proseguita, spezzandogli i denti, e chiedendo asilo alla tribù fondata dall'uomo del suo Focolare dopo la separazione da sua madre, i Lanzadoni. 
Sua madre infatti, messa in difficoltà dalla famiglia del ragazzo picchiato, era stata costretta a pagare un risarcimento e ad allontanarlo, mandandolo a vivere con il padre per soffocare lo scandalo. 
Qui aveva imparato l'arte di lavorare la selce, ma si era accorto di non provare più "l'Incanto" con le donne, se non con il "Primo Rito", per il quale veniva scelto spesso, anche da altre tribù - ne celebra uno anche con il popolo degli Adumai, nella prima parte del viaggio con il fratello - per la sua bellezza e prestanza.
Convinto di aver compiuto sacrilegio per aver sfruttato per i propri fini e la propria gratificazione il Dono del Piacere, si era quindi persuaso che la Madre volesse punirlo, negandogli la possibilità di trovare una donna da amare e con la quale provare l'Incanto, anche perché spesso si accorgeva che le ragazze con le quali celebrava i Primi Riti si innamoravano di lui, per il Piacere che lui riusciva a far provare loro.
Ayla però lo conforta, spiegandogli che una ragazza presa con la forza soffre molto, in quanto l'abuso e la paura sono traumi profondi da superare, e che lui, trattando quelle ragazze con dolcezza e tenerezza, ha dato loro invece dei bei ricordi da portare con sé per tutta la vita, indipendentemente da un'eventuale infatuazione successiva.
Giondalar riesce quindi finalmente a perdonare sé stesso, ma sebbene si renda conto una volta di più di amare davvero Ayla, non riesce ancora ad accettare del tutto il passato della sua compagna.
Prima di tornare tra i Mamutoi, Ayla dona a Giondalar un amuleto del Clan, sostenendo che il Leone delle Caverne sia anche il suo Totem, perché lo ha segnato attraverso Piccolo...sulla via del ritorno, i due giovani visitano il sepolcro di Tonolan, e qui Ayla consiglia a Giondalar di portare con sé, nell'amuleto, una pietra della sua tomba.
Giondalar, sebbene scettico nei confronti dei rituali del Clan, accetta con gioia, pensando che tramite quella pietra Zelandonai potrà rintracciare il luogo e condurre lo Spirito di suo fratello nel mondo degli Spiriti, al quale forse ancora non è approdato a causa della morte drammatica ed improvvisa.
Come per confermare la tesi di Ayla ed il pensiero di Giondalar, poco prima di lasciare la tomba di Tonolan un sasso rotola giù dalla scarpata poco distante, atterrando ai piedi di Giondalar...il giovane, sorpreso e commosso, raccoglie il piccolo opale per portarlo alla sua gente.
Rientrati tra i Mamutoi, è il momento della Cerimonia d'Adozione, nella quale Ayla diventa parte del popolo di Cacciatori di Mammut...sebbene inizialmente dovesse essere adottata dal Focolare del Leone però, all'improvviso è l'anziano Mamut che dichiara la sua volontà di adottarla, sostenendo che la ragazza appartenga al Focolare del Mammut - il cuore spirituale dei Mamutoi, in cui solo i "chiamati" vengono inseriti, ma mai tramite adozione - per diritto di nascita, in quanto prediletta dalla Madre Terra.
La cosa viene accettata, malgrado non sia usanza, ed Ayla diventa Mamutoi, Figlia del Focolare del Mammut...durante lo scambio rituale dei doni, la giovane donna dimostra di avere ottime doti e molte altre capacità, ed i suoi doni sono apprezzati, graditi e bene accetti, accrescendone così il prestigio ed il valore.
Terminata la cerimonia ed i festeggiamenti però, Ranec si fa avanti e la seduce...Ayla, in parte per via dei riflessi rallentati dall'assunzione di alcune bevande alcoliche a cui non è abituata ed in parte perché in lei sopravvive ancora il vecchio dovere del Clan per il quale la donna è tenuta ad obbedire all'uomo e soddisfare i suoi desideri, scambia le parole di Ranec come un ordine ed accetta di passare la notte con lui, ferendo così profondamente Giondalar.
Il mattino dopo, Ayla non comprende l'atteggiamento di Giondalar, che non le spiega il perché della propria rabbia...Ayla è infatti ancora convinta di aver agito bene, di non potersi sottrarre ad un ordine oppure ad un segnale diretto - siccome Giondalar le aveva detto che il bacio era il "suo segnale", Ayla pensa che il bacio di Ranec sia stato un ordine, rinforzato dalla sua richiesta esplicita di passare la notte con lui - e non comprende la sua gelosia.
Parimenti, il giovane Zelandoni ritiene che Ayla abbia fatto una scelta - non rendendosi conto che il concetto di "scelta" per la ragazza sia ancora molto problematico da comprendere, cresciuta in un mondo dove le donne erano assoggettate all'obbedienza più assoluta - e non dà voce al proprio scontento, convinto che lei sappia perfettamente ciò che fa.
In realtà, intimamente Giondalar teme di portarla con sé dalla sua gente, e se lei scegliesse un altro, sa che gli darebbe la scusa per separarsi da lei, senza però abbandonarla da sola come sarebbe accaduto se si fossero separati nella valle dei cavalli.
Passano i giorni, e l'atmosfera tra i due giovani si fa sempre più tesa, con grande soddisfazione di Ranec che, avendo sviluppato per la ragazza una fortissima infatuazione, vorrebbe convincerla a diventare la sua compagna.
Frattanto, Ayla comprende il proprio sbaglio, poiché Mamut le spiega che a differenza del Clan, le donne degli Altri hanno il diritto di dividere il Piacere con chi desiderano, di rifiutarsi quando lo considerano necessario, e che nessuno può darle ordini in quel senso...Ayla, sebbene non sia pentita di aver diviso le pellicce con Ranec, è dispiaciuta e vorrebbe spiegarsi con Giondalar, ma lui la tiene a distanza, e lei inizia a convincersi che lui non la ami più.
I rapporti si fanno ancora più complessi dopo alcune occasioni in cui Ayla, assieme a Degie - la figlia della capotribù con la quale ha fatto amicizia, in quanto sua coetanea - sta fuori per alcune battute di caccia, rientrando molto tardi...scambiando la preoccupazione di Giondalar per prepotenza, la giovane donna risponde con rabbia alle sue domande, e l'uomo decide quindi di abbandonare il Focolare del Mammut, che fino a quel momento li aveva ospitati entrambi, per alloggiare in quello del Leone, appartenente a Talut, dove potrà evitare di stare troppo in contatto con lei...per Ayla, è una nuova prova che l'uomo probabilmente non la ama più.
Nel frattempo, Ayla adotta, come era accaduto con Piccolo, un cucciolo di lupo al quale uccide la madre, una lupa solitaria che le aveva rubato delle prede da alcune trappole per cercare di sfamare il solo cucciolo sopravvissuto della cucciolata...accortasi che la bestia ancora allattava, la ragazza aveva cercato la tana e qui aveva trovato il piccolo, che aveva deciso di prendere con sé per non condannarlo a morire.
Lupo - questo il nome - entra quindi a far parte del Campo del Leone, gettando con Ayla le basi inconsapevoli di quello che sarebbe diventato un binomio inscindibile per le ere successive, fino ai giorni nostri.
Abbandonata da Giondalar, Ayla riversa il suo affetto su Lupo, e si sfoga con Mamut, che ormai la considera una figlia...malgrado la ragazza sia evidentemente molto scossa ed affranta per i problemi con Giondalar, Ranec continua ad assillarla con le proprie offerte, arrivando una sera a convincerla a dividere nuovamente il letto con lui, chiedendole poi per l'ennesima volta di diventare la sua compagna.
A nulla valgono gli avvertimenti di Mamut...il ragazzo ormai si è fissato con l'idea ossessiva di volerla come compagna, ma Mamut lo avvisa che lui non può pensare di decidere...Ayla è una prescelta della Madre Terra, quindi il suo destino segue un corso preciso, sebbene ancora ignoto, e lui non può pensare di opporvisi per soddisfare i propri desideri.
Passano altri mesi, e Giondalar più di una volta pensa di partire per evitare di vedere Ayla e Ranec sempre più vicini...la giovane donna infatti trova consolazione nelle attenzioni dello scultore, e gli è sinceramente affezionata...Giondalar arriva addirittura a pensare - pur sapendo benissimo di essere stato lui, inizialmente, ad impedirle di riavvicinarsi e poi ad evitarla - che i due non aspettassero altro che lui si togliesse di mezzo.
Ovviamente, se la cosa poteva essere assolutamente sensata per Ranec, non lo è affatto per Ayla, che segretamente ancora soffre...convinta ormai però della fine del sentimento del biondo Zelandoni per lei, accetta la proposta di Ranec, pensando che se restasse con i Mamutoi, che sono riusciti ad accettare Rideg, potrebbe un giorno andare a prendere suo figlio Durc e portarlo a vivere con loro.
Si avvicina il Raduno d'Estate, un grande raduno che i Mamutoi, con la bella stagione, fanno ogni anno per commerciare e ritrovare gli amici degli altri Campi.
Il Raduno è anche l'occasione per le feste dei Primi Riti, dei Riti dei Matrimoni - in cui Ayla e Ranec si legheranno - e delle Cerimonie, e Mamut chiede ad Ayla di poter utilizzare assieme al lei la Radice Sacra del Clan, per sperimentarne gli effetti, che lo hanno assai incuriosito da quando Ayla gli ha raccontato l'esperienza telepatica avuta con Creb al Raduno dei Clan.
Giondalar, nuovamente deciso a partire, viene fermato da Mamut...lo sciamano gli rivela infatti che durante la cerimonia con la radice Ayla potrebbe essere in pericolo, e che potrebbe rivelarsi necessaria la sua presenza.
Il ragazzo, pur se a malincuore all'idea di vedere Ayla e l'ormai odiato rivale sempre più prossimi all'unione definitiva, accetta di restare, anche perché è consapevole di dover chiedere abiti ed attrezzature per il viaggio ai Mamutoi, dato che a differenza di Ayla, che ha portato con sé molte cose dalla sua vita nella valle, non ha nulla di proprio con cui poter partire, e Talut desidera che il giovane rimanga per la prima caccia al Mammut della stagione.
Poco prima della partenza, entra in travaglio Fralie, la moglie di Frebec, colui che aveva osteggiato Ayla in quanto disgustato dal suo passato con il Clan e dalla sua affinità con gli animali, che lui trova innaturale.
Frebec non è una cattiva persona, ma è un uomo dalle scarse qualità, con poco prestigio personale, che è riuscito ad innalzare sposando Fralie, una donna con un elevato prestigio che, per varie vicissitudini, aveva bisogno di trovare un nuovo compagno che accettasse anche la sua anziana madre, Crozie, una ex capotribù dal carattere lamentoso e prepotente. 
L'uomo, che cerca in ogni modo di mettersi in luce, è costretto a mettere da parte l'animosità per chiedere aiuto per la compagna, poiché il parto è prematuro...Ayla si occupa della donna e, tra la gioia generale, la bimba, sebbene molto piccola, sopravvive al parto.
Prima di andare al Raduno, durante i festeggiamenti per la primavera, quando Ayla e Ranec si scambiano la promessa di matrimonio, Ayla e Mamut assumono la Radice del Clan...per la seconda volta, Ayla si trova proiettata nel futuro, osservando un mondo tecnologico e pieno di luci accecanti...lei e Mamut rischiano di perdersi, ma Giondalar, messo in allarme da Lupo ed Hinni, che sentono la padrona in pericolo, interviene, supplicando la Madre di non prendersi Ayla, e chiamando disperatamente il nome della donna che ama.
Ayla, sentendo la voce dell'uomo che non ha mai smesso di amare, torna in sé...tuttavia, al suo risveglio Giondalar si allontana ancora, consapevole del fatto che ora sia promessa ad un altro uomo.
Il Campo del Leone parte per il Raduno d'Estate, qui Ayla, per le sue doti, viene notata ed apprezzata sin dai primi giorni, ed il suo Prezzo della Sposa, sebbene sia promessa ad un uomo del suo Campo, quindi il Campo stesso dovrà contribuire alle sue nozze con Ranec per la parte dello sposo, sale subito in modo sbalorditivo...Tulie, abile nel commercio e nel trattare economicamente, vede in Ayla un notevole aumento di prestigio per il Campo del Leone, soprattutto quando alcuni Campi privi di figlie femmine - nei Mamutoi, i capitribù devono essere fratello e sorella - si propongono di adottarla simbolicamente, ed un capotribù stesso, Vincavec, dai poteri sciamanici basati in particolare sull'ipnosi, le chiede di diventare suo compagno, a costo di dividerla con Ranec.
La ragazza è sconcertata da tanta attenzione, e Vincavec - approfittando del fatto che il Campo del Leone ha aiutato il suo Campo, il Campo del Mammut, a costruire la loro nuova dimora - cerca addirittura di corrompere Tulie, donandole due enormi pezzi d'ambra, un materiale di grande valore usato per fabbricare gioielli, sperando che lei metta una buona parola con la ragazza.
Tuttavia, l'alto prestigio di Ayla viene temporaneamente compromesso da un incidente.
Durante una passeggiata con Rideg, il ragazzino viene deriso per le sue origini miste, come purtroppo accade spesso al Raduno da quando il piccolo è stato adottato...Ayla si ribella, urlando con orgoglio di avere un figlio come lui, cosa fino a quel momento nota a pochi nel Campo stesso, perché la ragazza aveva preferito tenerlo per sé.
Tutto il Campo, incluso Frebec, si schiera con la giovane donna e difende il ragazzino, poiché da quando hanno scoperto che Rideg sa parlare e capire, seppure a modo suo, tutti lo hanno finalmente accettato...il Raduno però entra in subbuglio, e per alcuni giorni pare che il Campo del Leone possa essere messo al bando, per aver portato con loro una donna che ha dato alla luce un "abominio", secondo l'idea dominante.
Il destino tuttavia mischia di nuovo le carte...un pomeriggio, si avvertono le urla di una donna che, disperata, chiede aiuto perché la figlia è stata aggredita da un Leone delle Caverne...Ayla, che già da giorni sentiva parlare di un leone dalla criniera rossiccia che si aggirava nei paraggi, intuisce cosa può essere successo e, montata velocemente su Hinni, mette al sicuro Vento e Lupo, e corre a salvare la ragazza.
Giunta sul posto, i fatti le danno ragione...il leone è solamente Piccolo, che avendo rintracciato la sua usta e quella di Hinni, ha raggiunto il Raduno con l'intento di salutarla, ed ha scambiato la ragazza - alta, magra e con lunghi capelli biondi - per lei...infatti, si è semplicemente limitato a saltarle addosso ed a leccarle la faccia.
Ayla si precipita incontro all'amato animane, che non vede da tempo, e Piccolo, riconoscendola, le corre incontro, salutandola come suo solito...Ayla lo abbraccia, piangendo di gioia...lui ricambia avvolgendola nelle zampe enormi e leccandole il viso, facendola ridere...quando lui, come d'abitudine, si gira sulla schiena per la sua dose di coccole, Ayla consente alla ragazza di allontanarsi, in modo che il leone non sia indotto ad attaccarla, vedendola magari scappare.
La ragazza viene riportata alla famiglia, Ayla si prende ancora qualche minuto per coccolare Piccolo, poi gli dice di andare...prima però, lo cavalca ancora una volta, consapevole che sarà l'ultima.
Dopo la corsa in groppa al leone, a cui tutti gli astanti assistono sconvolti, Ayla gli dice di andare via, ed il leone si allontana...poco dopo, un ruggito scuote la terra, il saluto di Piccolo alla donna che lo ha allevato ed amato.
Ovviamente, l'avvenimento è per tutti una manifestazione di potere enorme, ed Ayla viene di nuovo considerata di altissimo prestigio...il suo Prezzo della Sposa sale ulteriormente, anche perché adesso il fatto che abbia avuto un figlio, seppure di Spiriti Misti, viene visto come positivo perché dimostra che è una donna in grado di procreare...Vincavec rinnova l'offerta, cercando pure di circuirla quando partecipano insieme alla Cerimonia Propiziatoria per la caccia al Mammut, ma fallisce poiché Ayla riesce a resistere ai suoi poteri.
Ayla è confusa, Giondalar - sebbene l'abbia aiutata ad addestrare Vento - sempre più distante, Ranec sempre più ossessivo perché stanno per sposarsi, e la giovane non sa spiegare perché non si senta felice come le altre ragazze che stanno per unirsi ai loro compagni, come Degie, a sua volta pronta ad unirsi al suo promesso sposo Branag ed in procinto di fondare un nuovo Campo con il fratello Tarneg, al quale è legatissima.
Sono molti infatti a notare che Ayla non è felice come dovrebbe essere, e che non guarda nemmeno i doni che riceve per la sua unione...nel frattempo, Giondalar si è procurato quanto gli occorre - abiti ed attrezzature - tramite Tulie, che doveva pagargli una scommessa fatta tempo addietro, e che è stata ben felice di sdebitarsi senza troppo impegno.
Un nuovo dispiacere colpisce la ragazza...un attacco di cuore infatti si porta via Rideg, che Ayla ormai vedeva come il surrogato del proprio figlio, l'amico che Durc avrebbe avuto se fosse andato a vivere con lei ed i Mamutoi.
Prima di morire, il ragazzino le dice di invidiare Durc, che ha un posto nel Clan che nessuno può togliergli, mentre lui non si è mai sentito davvero accettato dai Mamutoi che pure lo hanno cresciuto...in ultimo, le chiede di poter essere sepolto con una cerimonia del Clan.
Ayla accetta, straziata, e mentre seppellisce Rideg, accompagnata nel dolore da Nezzie e Talut che gli hanno fatto da genitori, seppellisce in fondo anche il ricordo di Durc, perché comprende che non potrebbe mai portarlo via dalla sua dimensione, il Clan, nel quale lei per lui è il ricordo di una madre che è morta per tutti, per portarlo in una realtà dove non sarebbe mai felice.
Poco dopo, sapendo imminente la cerimonia del matrimonio, Giondalar parte, salutando solo poche persone e cercando di mettere più strada che può tra lui e la donna che ama, e che ora sa di aver perduto per sempre, sebbene Mamut abbia provato a fargli capire che "non si decide da soli, se si è coinvolto qualcun altro".
Quando scopre la partenza di Giondalar, Ayla è sconvolta, e si confida con Nezzie...la donna prova a proteggere Ranec, che ha cresciuto assieme ai suoi figli maggiori, ma comprende che il sentimento tra Giondalar ed Ayla non ha mai cessato di esistere, sebbene sepolto sotto mesi di incomprensioni.
Non ha nemmeno la forza di arrabbiarsi per Ranec...è consapevole infatti che sia stato lui ad intestardirsi, e che Ayla, sola e vulnerabile, ha ceduto alle sue richieste insistenti ed ha provato ad amarlo, ma senza riuscire ad andare oltre l'affetto e l'attrazione...ma è Giondalar che ama.
Nezzie esorta quindi Ayla a seguire Giondalar per rivelargli i suoi sentimenti, e la giovane donna sprona Lupo, che è affezionato a Giondalar quasi quanto a lei, a cercarlo per raggiungerlo.
Giondalar, muovendosi a piedi, ovviamente è più lento e sebbene vada di buon passo, non ha fatto molta strada...mentre cammina, si sta chiedendo se davvero ha dato ad Ayla la possibilità di scegliere, o se piuttosto non sia stato lui, per il senso di disagio che gli davano le sue origini, ad allontanarla gradualmente, spianando così la strada ad un rivale al quale, ad un certo punto, ha lasciato campo libero in tutto e per tutto.
Proprio in quel momento, Ayla arriva a cavallo, chiedendo di essere ascoltata e dichiarandogli il suo amore...Giondalar, incredulo, comprende di essere stato lui, in molti casi, a mettere distanza tra di loro, a non volerla ascoltare...pentito, le confessa che in molti casi le sue origini lo hanno messo in imbarazzo, perché pur amandola si chiedeva come avrebbero reagito i suoi famigliari, conoscendola...riconosce però che il periodo con i Mamutoi, la conoscenza con Mamut, con Rideg, con Nezzie e con tutti gli altri lo hanno cambiato profondamente, e che ora è fiero di lei, e che non importa come verrà accolta...a costo di tornare un giorno tra i Mamutoi - Tarneg gli ha offerto più volte di andare a vivere nel nuovo Campo che fonderà con la sorella Degie - vuole stare con lei, ovunque lei sia.
Infine, le chiede formalmente di andare con lui, con il suo popolo, e di diventare la sua compagna...Ayla accetta, felice, e gli spiega che il periodo con i Mamutoi è stato un periodo importante per entrambi...avendo entrambi il Leone delle Caverne come Totem, sono stati sottoposti ad una prova dura e difficile, ma entrambi ne sono usciti migliori...lei ha imparato a non temere quella che ormai sa essere la sua gente, e Giondalar ha fatto pace con il passato di entrambi, desiderando ora insegnare ad altri quello che ha iniziato ad accettare ed a comprendere.
I due giovani sono quindi di nuovo sereni, insieme...ma il ritorno al Raduno non è facile, poiché Ayla deve rompere la promessa fatta a Ranec...l'uomo reagisce con rabbia e disperazione, provando a convincerla come era riuscito a fare altre volte...ma capisce che Ayla, ora forte e sicura dell'amore dell'uomo a cui lui si era convinto di averla sottratta, è irremovibile, e si rassegna.
Giondalar ed Ayla quindi, tra i saluti commossi di tutto il Campo del Leone, e seguiti dalle raccomandazioni di Mamut, riprendono il loro viaggio, diretti ora verso le terre degli Zelandoni.

## Protagonisti
- Ayla: protagonista del romanzo e dell'intera serie, in questo volume si troverà a scontrarsi con la realtà dei popoli degli "Altri", ed imparerà a combattere con l'arma che conosce da meno tempo, le parole. Il periodo con i Mamutoi sarà molto arduo per la giovane donna, poiché la costringerà a rimettere in gioco il proprio passato, per poi lasciarselo per sempre alle spalle. Un'ulteriore difficoltà nascerà a causa della messa alla prova del suo rapporto con Giondalar, che fino all'ultimo rischierà di spezzarsi per sempre.
- Giondalar: protagonista maschile del romanzo , in questo volume si troverà a fare i conti oltre che con sé stesso, con l'opinione che gli altri possono avere di lui, e dovrà capire quale sia per lui la cosa più importante, se il giudizio della gente, o l'avere al proprio fianco la donna che ama.
- Talut: capo del Campo del Leone assieme alla sorella Tulie, è un uomo dalla stazza gigantesca, e dal cuore grande quanto la sua mole. Sin da subito, si sentirà incuriosito ed attratto da Ayla per la sua diversità e le sue particolarità, come la capacità di domare gli animali e l'innata inclinazione per la caccia. Caratterizzato da una folta chioma rossa, ama ridere e scherzare, e sarà il suo sorriso a convincere Ayla a visitare quegli "Altri" che fino all'incontro con lui ha tanto temuto. Dalla forte personalità, preferisce risolvere le situazioni con il dialogo e la diplomazia, ma sa usare l'autorità quando serve. È una sorta di "collezionista" di persone con capacità particolari, poiché ama coloro che sanno, in qualche modo, distinguersi, e questo fa sì che il suo Campo sia insolitamente eterogeneo, ma ciò è dovuto soprattutto alla sua grande umanità ed alla capacità dell'uomo di guardare oltre le apparenze. Sarà dalla parte di Ayla in ogni situazione, arrivando a considerarla quasi una sorella. Alla sua adozione, le donerà un coltello in selce con il manico d'avorio ed il fodero in cuoio, ricevendo in cambio dalla ragazza una pelle di bisonte intera che, una volta indossata, lo farà sembrare ancora più gigantesco. Il suo Focolare è il Focolare del Leone.
- Nezzie: moglie di Talut, è una donna dal profondo istinto materno, che le ha consentito di crescere con amore non solo i suoi figli naturali, ma anche il figlio di suo fratello - quindi suo nipote - ed il piccolo Rideg, di Spiriti Misti, che ha adottato alla sua nascita, a seguito della morte della madre naturale. Di aspetto a sua volta imponente, inferiore solo alla cognata Tulie, si pone verso le persone con grandissimo affetto e comprensione, ed arriverà a considerare Ayla e Giondalar quasi come dei figli. Del tutto priva di pregiudizi, ha la capacità di ascoltare con il cuore e di spingere le persone ad aprirsi con lei. Sarà lei infatti a spronare Ayla, anche se ciò vuol dire far soffrire il suo adorato nipote al quale era promessa in sposa, a raggiungere Giondalar ed a lottare fino all'ultimo per salvare il loro amore. Sarà fonte per lei di grande meraviglia apprendere del passato di Ayla, e delle capacità di Rideg, fino a quel momento sconosciute, di esprimersi a gesti. Sarà la prima persona alla quale Ayla parlerà di Durc, e per la giovane sarà, come da sua stessa ammissione quando si salutano per l'ultima volta, la "madre di cui aveva bisogno per diventare donna". Al momento dell'adozione, donerà ad Ayla una collana di conchiglie con appeso un dente di Leone delle Caverne, e riceverà in cambio un grande cesto per la cottura degli alimenti con molti cibi ed erbe al suo interno. Alla sua partenza verso il popolo Zelandoni, donerà ad Ayla anche la tunica destinata al suo Rito dei Matrimoni, creata apposta per lei con tutto il Campo del Leone, perché Ayla si ricordi di lei e del popolo che l'ha amata al punto da decidere di adottarla.
- Rideg: figlio adottivo di Nezzie e Talut, è un bambino di Spiriti Misti, concepito quindi dall'unione di una donna del Clan dell'Orso delle Caverne - Neanderthal - ed un uomo degli Altri - Cro-Magnon. A differenza di Durc, il figlio di Ayla, non è in grado di parlare poiché ha le corde vocali primitive del Clan, ma capisce tutto. La madre di Rideg si era accoppiata con un uomo degli Altri, ma Ayla sospetta che non si sia trattato di una violenza, come era accaduto alla madre di Ura, la bimba promessa in sposa a suo figlio Durc. Ritiene piuttosto che la donna e l'uomo si fossero congiunti in modo consensuale - cosa assai rara - e che la donna per questo fosse stata maledetta dal Clan, poiché era sola ancor prima della nascita di Rideg, e quindi spinta ad andarsene. Quando aveva visto Nezzie allattare, incontrando i Mamutoi, aveva fatto capire di aver bisogno di aiuto...Nezzie l'aveva aiutata a partorire e le aveva mostrato il bimbo poco prima che lei morisse a causa di una terribile emorragia. Con l'arrivo di Ayla, Rideg potrà per la prima volta esprimersi tramite il linguaggio gestuale del Clan, che riesce a ricordare stimolando con l'aiuto della ragazza le proprie "memorie" ancestrali ereditate dal Clan, ed ovviamente le si affezionerà moltissimo, specie quando saprà che Ayla ha avuto un figlio proprio come lui. Affetto da un disturbo congenito al cuore, morirà al Raduno d'Estate e sarà sepolto con una cerimonia mista tra le usanze dei Mamutoi e quelle del Clan, officiata da Ayla stessa, che in questo modo, dentro di sé, dirà addio anche a suo figlio.
- Tulie: capo del Campo del Leone assieme al fratello Talut, è una donna di grande autorità e, come suo fratello, assai più alta e robusta delle donne normali. Dai capelli scuri, mentre quelli del fratello sono rossi, divide con lui la responsabilità del comando. Essendo una donna dall'alto prestigio, aveva due compagni che dividevano con lei il focolare, ovvero Darnev - deceduto - e Barzec. È una donna estremamente intelligente, con grandissime capacità commerciali, ed una mentalità molto moderna. Scaltra negli affari, vedrà in Ayla una grande possibilità per innalzare il prestigio del suo campo, per le sue molte doti e per la ricchezza di cui la ragazza riesce a dar prova al momento dell'adozione, ma poi si affezionerà davvero a lei, al punto da donarle, alla sua partenza, in un'abile mossa diplomatica, i due pezzi d'ambra con cui Vincavec aveva provato a corromperla per convincerla a far accettare ad Ayla la sua proposta di matrimonio. Ha una grande capacità di ragionamento, e soprattutto è in grado di ammettere i propri errori e di riconsiderare anche idee delle quali era convinta, come quando si rende conto che Rideg parla e capisce, sebbene a modo suo, mentre prima dell'arrivo di Ayla pensava che non fosse in grado di farlo perché non parlava con le parole. Al momento dell'adozione, donerà ad Ayla un prezioso contenitore decorato con conchiglie e colori, colmo di sale, un dono preziosissimo in un tempo in cui ricavare il sale era complesso e richiedeva, per chi non viveva sul mare, viaggi anche molto lunghi. Riceverà in cambio una pelle di leopardo delle nevi, sulla base della quale inizierà a rendersi conto che la donna "cresciuta con i testapiatta" è assai più ricca ed abile di quanto avesse immaginato. Il suo Focolare è il Focolare del Bisonte.
- Mamut: venerabile sciamano del Campo del Leone, è il Mamut più vecchio di tutti i Mamut dei Mamutoi (dalla descrizione, dovrebbe avere circa novant'anni). Sin da subito, grazie alle sue grandi capacità di osservazione, intuisce quale sia la storia di Ayla, e quando si rende conto di quanto siano grandi le sue capacità, si offre di adottarla nel suo Focolare, sebbene in genere il Focolare del Mammut non adotti i suoi membri, ma li accetti come iniziati quando decidono di dedicarsi ai Misteri della Madre Terra. Uomo di grandissima saggezza, si rivelerà essere proprio l'uomo che visse, anni addietro, con il Clan di Brun, molti anni prima che Brun diventasse capo, ancora prima della nascita di Iza, e che venne curato dalla loro nonna. Il fatto che Ayla sia giunta proprio al Campo del Leone, per Mamut, è un segno del fatto che lui può prepararla a prendere coscienza delle proprie doti e del proprio destino. Al momento dell'adozione, donerà ad Ayla un braccialetto d'avorio scolpito, ricevendone in cambio una ciotola di legno adatta a contenere medicinali. Il suo Focolare è il Focolare del Mammut.
- Vimez: abilissimo artigiano della selce, è il fratello di Nezzie, quindi cognato di Talut. Uomo all'apparenza schivo e silenzioso, nasconde invece una grande sensibilità ed un cuore comprensivo e generoso. In passato ha fatto un Viaggio che lo ha portato molto distante, dalla descrizione dovrebbe essere passato attraverso l'antico Delta del Nilo, per arrivare in Africa dove è venuto in contatto con tribù dalla pelle nera, e dove si è innamorato della sua compagna, da cui ha avuto un bambino, Ranec. Coinvolto in alcune guerre tribali, ha cercato di fuggire con la sua compagna ed il bambino, tentando la strada via mare per tornare più rapidamente sul continente europeo, ma la stagione scelta, inadatta ai viaggi per mare, provocò il naufragio della loro imbarcazione, causando anche la morte della sua compagna. Tornato tra la propria gente dopo dieci anni di lontananza, ritrovò la sorellina ormai donna, Nezzie, che ha cresciuto Ranec come una madre. Non ha più avuto una compagna, ed è vissuto nel ricordo della moglie, della quale ancora conserva alcuni oggetti. Intelligente e laborioso, insegnerà a Giondalar un nuovo metodo per lavorare la selce ricorrendo al calore, e si scambierà con lui molti consigli e segreti riguardanti la lavorazione della pietra. Al momento dell'adozione, donerà ad Ayla una punta di selce con una lavorazione simile a quella di un gioiello, e ne riceverà in cambio una stuoia con un disegno a raggera ottenuto con il contrasto delle fibre naturali, che deciderà di utilizzare per "tenere a mente i suoi propositi". Il suo Focolare è il Focolare della Volpe.
- Ranec: figlio di Vimez, allevato da Nezzie - sua zia - assieme ai suoi figli maggiori, è un uomo di grande fascino dalla pelle scura, con folti ricci neri ed occhi neri, eredità della madre di origini probabilmente africane. Scultore d'avorio di grande talento, è ritenuto uno dei migliori artisti tra tutti i Campi Mamutoi. Alla continua ricerca della perfezione e della bellezza, si invaghisce in maniera quasi paranoica di Ayla, poiché la vede come la reincarnazione della Donna Spirito, ovvero della prima espressione vivente della Madre, animata direttamente dal suo Spirito. Sebbene provi per la giovane donna un sentimento sicuramente intenso, il suo vederla come un'immagine di perfezione sarà ciò che impedirà ad Ayla di innamorarsi di lui e di dimenticare Giondalar, anche quando l'incomprensione sembrerà separarli in maniera irreparabile. Piuttosto egocentrico - si è quasi promesso ad una donna, Tricie, ma decide di ignorare il suo impegno perché ormai infatuato di Ayla - ed a tratti assillante ed ossessivo, riuscirà a strappare ad Ayla la promessa di diventare la sua compagna approfittando di un suo momento di sconforto e di solitudine, ma non penserà praticamente mai alle sue esigenze ed ai suoi sentimenti, convinto forse che il suo vederla come "la donna perfetta" basti a compensare un sentimento autentico e basato anche sulla presa di coscienza dei difetti dell'altro. Quando Ayla se ne andrà, lasciandolo estremamente deluso, probabilmente si legherà a Tricie, che ha avuto da lui un bambino, Ralev. Al momento dell'adozione di Ayla, le donerà una scultura che riproduce Hinni, e che Ayla conserverà sempre con cura. Riceverà in cambio delle pelli di volpe bianca, ma per via di quello che accadrà dopo - lui ed Ayla passeranno insieme la notte, e ciò sarà il motivo dei primi attriti tra la ragazza ed il compagno Giondalar - Ayla deciderà di non usare mai più il pelo di volpe bianca, a causa dei ricordi dolorosi che farà nascere in lei in futuro. Le donerà anche una "Muta", ovvero una statuetta della Madre Terra, riprodotta nell'atto di trasformarsi in uccello - oggetti realmente esistiti e ritrovati in Ucraina - e che Ayla, rompendo la promessa di sposarlo, gli restituirà. Il suo Focolare è il Focolare della Volpe.
- Frebec: uomo dal carattere debole e litigioso, sarà l'unico a manifestare aperta ostilità verso Ayla sin dall'inizio. Di umili origini, Frebec era nato da una donna ormai anziana e con poco prestigio e pochi talenti, e lui stesso non è un uomo dalle grandi capacità, poiché in certi momenti sembra capace solo di litigare e di cercare di seminare zizzania, cosa che non gli riesce nemmeno bene in quanto il massimo che ottiene, il più delle volte, è di rendersi alquanto ridicolo. Quando sposa Fralie, fondamentalmente perché nessuno la vuole sposare sebbene sia una donna di alto rango, il suo Campo si rifiuterà di partecipare al Prezzo della Sposa, e quindi l'offerta che lui farà sarà molto bassa. A causa della presenza della suocera, donna dal carattere estremamente polemico, verrà dapprima cacciato dal suo Campo, e poi cacciato da molti altri fino a che Nezzie, mossa a compassione, chiederà a Talut di accoglierli. Sebbene il Campo del Leone sia stato l'unico a dargli un posto dove vivere, Frebec spesso si lamenta perché il Campo è pieno di gente strana - un uomo di colore, un bambino di Spiriti Misti, uno sciamano così vecchio da non saperne nemmeno l'età, due fratelli giganteschi, fino ad arrivare ad una donna che sembra parlare con gli animali - ed insolita, e lui è un uomo pieno di pregiudizi. Supererà questo suo atteggiamento infantile, arrogante e prepotente per amore della moglie, quando il parto prematuro della loro prima figlia lo spingerà a chiedere aiuto ad Ayla, e si renderà quindi conto di averla giudicata con superficialità ed ingiustificata cattiveria. Si affezionerà molto anche a Lupo, che inizialmente guarda con insofferenza, ed a Rideg, quando capirà che è un ragazzino come gli altri, sebbene di origini diverse. Nel corso della storia, sarà il personaggio con la maggiore maturazione psicologica, poiché diventerà leale e molto più umile, e si ribellerà alla gente del suo Campo precedente - suoi parenti - per difendere coloro che lo hanno saputo accogliere ed ascoltare. Al momento dell'adozione, donerà ad Ayla un paio di calzari di ottima fattura, ricevendo in cambio delle pelli di renna. Il suo Focolare è il Focolare della Gru.
- Fralie: compagna di Frebec, è una bellissima giovane donna dal prestigio molto elevato ed imparentata con due capitribù, ma che è precipitata in disgrazia a causa di un incendio che distrusse il suo Campo - costruito da un suo zio - e che uccise tutti. Lei e la madre furono le uniche sopravvissute, perché in quel momento si trovavano in un altro Campo per combinare la sua unione con un uomo che non la amava, ma che era interessato solo ai vantaggi di una sua unione con lei. Dopo l'incendio infatti, quell'uomo ed i suoi parenti volevano annullare l'impegno preso, ma la madre di Fralie li costrinse ad onorarlo, condannando però la figlia ad un matrimonio infelice, rallegrato solo dalla nascita di due bambini, Crisavec e Tasher, poi giunti con la madre al Campo del Leone. Quando il compagno di Fralie morì in un incidente, furono accusate di portare sfortuna e cacciate dal Campo, e la madre della ragazza cercò in fretta e furia di trovarle un altro compagno, che accettasse di accogliere anche lei, che altrimenti sarebbe rimasta sola perché Fralie era l'unica figlia rimasta in vita. Il solo a farsi avanti fu Frebec, che sebbene decise di farlo perché non c'erano altri pretendenti ed un'unione del genere per lui era un enorme colpo di fortuna, poiché Fralie aveva un prestigio che lui non avrebbe mai raggiunto da solo, manifestò sin da subito verso la compagna grande premura, rispetto e tenerezza, al punto che Fralie si innamorò sinceramente - ricambiata - di lui. Il matrimonio però, a causa delle interferenze della suocera, sarà messo varie volte a dura prova, soprattutto quando la terza gravidanza di Fralie sarà costellata di problemi, e Frebec si rifiuterà testardamente di chiedere l'aiuto di Ayla fino a quando sarà quasi troppo tardi per salvare la bimba, poi chiamata Bectie. Di carattere forte malgrado a volte sembri debole, Fralie cerca di non prendere parti quando Frebec e sua madre litigano, per non umiliare nessuno di loro, nella speranza che i dissidi di appianino con il tempo. Riesce a sopportare da sola una gravidanza difficile, finché Ayla troverà il modo di aiutarla. Al momento dell'adozione, donerà ad Ayla delle pelli per foderare gli indumenti, ricevendone in cambio una ciotola per cucinare con delle erbe adatte a ridurre i disturbi della sua gestazione. Il suo Focolare è il Focolare della Gru.
- Crozie: madre di Fralie, suocera di Frebec, è una donna di alto lignaggio ma che nel corso della vita ha perso tutto a causa di molti episodi sfortunati. Poiché non si rassegna a perdere la sua influenza ed il suo potere decisionale, è spesso molto polemica e si lamenta in continuazione, denigrando in particolare il genero, a suo dire colpevole di aver abbassato il prestigio della figlia con un'offerta troppo bassa come Prezzo della Sposa. In realtà Crozie è una donna molto orgogliosa, che rimpiange ciò che ha perso e che non accetta di vivere della compassione altrui, ma con Ayla riuscirà a riscoprire il suo lato buono, ed a trovare un terreno d'incontro con Frebec per il bene della figlia e della nipotina, nata prematura. Ayla le chiederà, tramite una gioco che mette in posta un pegno da pagare, di insegnarle a conciare la pelle in modo da renderla bianca, e Crozie accetterà perché Fralie non ama tingere le pelli, e quindi il segreto della pelle bianca, se non verrà portato avanti da qualche nipote, potrebbe andare perduto per sempre. In cambio, Ayla riuscirà a far breccia nel suo cuore indurito manifestando comprensione per la sua insoddisfazione continua, specie quando scoprirà che Crozie, molto bella da giovane, ha dovuto fare i conti anche con la perdita della bellezza che tanto la inorgogliva. Al momento dell'adozione infatti, Crozie le donerà un sacchettino con l'occorrente per cucire, decorato con piume di gru, ed Ayla ricambierà con una pasta a base di acqua di rose, adatta per idratare la pelle e farla tornare morbida. Nel corso della storia, dopo Frebec sarà il personaggio che avrà il maggior cambiamento, dal punto di vista dell'atteggiamento verso gli altri, e si affezionerà profondamente ad Ayla, che arriverà a trattare quasi come una nipote. Il suo Focolare è il Focolare della Gru.
- Degie: figlia di Tulie, nipote di Talut e di Nezzie, è una bella ragazza con i capelli castani, alta come Ayla e dal carattere forte e deciso. Coetanea di Ayla, diventerà quella che potrebbe essere definita la sua migliore amica, poiché manifesterà sempre nei suoi confronti un rapporto paritario e di grande complicità. Destinata a fondare un nuovo Campo con il fratello Tarneg ed il compagno Branag, è un'ottima cacciatrice, ed ha ereditato l'intelligenza della madre. Si affezionerà moltissimo ad Ayla, le insegnerà a tingere le pelli di rosso, e sarà lei ad accompagnarla nella battuta di caccia in cui verrà poi trovato Lupo. Al momento dell'adozione, le donerà un bellissimo abito che aveva fatto per sé, ma vedendo che ad Ayla piaceva molto, preferirà rinunciarvi per amicizia verso di lei. Ayla ricambierà con molti contenitori in legno scolpito, che lei potrà usare nella sua nuova vita con Branag. Sarà molto dispiaciuta per la sua partenza, come Ayla stessa, che non aveva mai avuto un'amica della sua stessa età. Appartiene, fino a che non si sposa, al Focolare del Bisonte.
- Latie: figlia di Talut e Nezzie, nipote di Tulie, cugina di Degie, è una ragazzina dolce ed intelligente, che rimane da subito colpita da Ayla e dalla sua capacità di addomesticare i cavalli. Nel corso della storia, prenderà confidenza con gli animali e diventerà la sua aiutante nel governarli, al punto che Talut sostiene che un domani la ragazzina potrebbe riuscire a sua volta ad addomesticarli. Profondamente affezionata a Rideg, che ha sempre trattato come un fratellino da proteggere, sarà tra le prime ad imparare il linguaggio dei segni del Clan. Al Raduno d'Estate, fa chiedere a Giondalar di essere il suo uomo dei Primi Riti, ma il ragazzo - al contrario di quello che avrebbe fatto un tempo - rifiuta, poiché ormai la considera una sorella minore. Appartiene al Focolare del Leone.
- Danug: fratello maggiore di Latie, è figlio di Talut e Nezzie, e rientra al Campo del Leone dopo un anno di apprendistato come artigiano della selce in un altro Campo, nello stesso momento in cui arrivano Ayla e Giondalar. Affascinato da Ayla per la sua bellezza e la sua bravura come amazzone e come cacciatrice, prenderà una cotta per lei, e prometterà, alla loro partenza, di andare un giorno a trovarli, nelle terre Zelandoni.
- Tronie: è una donna del Campo del Leone dal carattere dolce e paziente, alla quale Ayla salverà la figlia dal soffocamento con un pezzo di carne. Con il marito Tornec, i piccoli Nuvie e Hartal, ed il suocero Manuv - cugino di Mamut - fa parte del Focolare della Renna.
- Vincavec: capotribù e sciamano - insolitamente sovrapposti nella stessa persona - del Campo del Mammut, è un uomo scaltro ed intelligente che rimane subito affascinato da Ayla e che ambisce a diventare suo compagno per poter far parte del suo destino, che sospetta essere di grande importanza per la razza umana. Dotato di poteri ipnotici, cerca in ogni modo di conquistarla, ma non calcolerà la presenza di Giondalar, il cui amore - ricambiato - per Ayla, scombinerà i suoi piani. Dalla descrizione, pare che quando usa i suoi poteri, gli occhi da grigi gli diventino neri.
- Hinni e Vento: cavalli di Ayla e Giondalar, anche in questo volume hanno una notevole importanza, soprattutto perché la loro presenza mette soggezione ed ammanta di fascino e mistero la figura di Ayla.
- Lupo: cucciolo di lupo al quale Ayla salva la vita, decidendo di accudirlo ed allevarlo dopo avergli ucciso la madre prima di capire che aveva dei cuccioli. Nato in circostanze drammatiche, in pieno inverno, da una lupa sola e scacciata dal branco perché di un colore anomalo - la madre di Lupo era nera - è l'unico della cucciolata ad essere sopravvissuto. Con il suo arrivo al Campo del Leone, Ayla dimostrerà che nell'allevamento degli animali c'è ben poco di sovrannaturale, ma che occorrono comunque capacità, pazienza ed affetto. Adora Ayla, e vuole molto bene a Giondalar, come se capisse che sarà lui il compagno della sua padrona. Paziente con i bambini del Campo, che considera i suoi fratellini, sarà il primo esempio, nella realtà romanzata, di un'amicizia destinata a lasciare la propria impronta nella storia di uomini e lupi, che condurrà in futuro alla nascita di quelli che saranno i compagni più fedeli della specie umana, i cani.
- Piccolo: leone delle caverne allevato da Ayla, farà una breve comparsa in cui la sua presenza darà ad Ayla un'aura di potere inconcepibile per tutti, poiché Ayla salva dal suo attacco - in realtà con intenzioni giocose, dato che semplicemente l'aveva scambiata per lei - una ragazza al Raduno d'Estate. In questa occasione, Ayla lo cavalcherà per l'ultima volta, e poi gli dirà di andarsene, in modo che non sia ucciso dai cacciatori. Prima di andare via, il suo ruggito di addio sembrerà scuotere la terra.

## I Mamutoi
I Mamutoi sono una delle poche tribù degli "Altri" approfondite nella saga sotto tutti i punti di vista, in virtù del fatto che una parte considerevole della trama si svolge a contatto con la loro cultura, della quale la protagonista entrerà a far parte attraverso l'adozione di Mamut, sciamano del Campo del Leone, come figlia del Focolare del Mammut.
Il loro nome significa, letteralmente, Cacciatori di Mammut.
- Territorio: il territorio Mamutoi è localizzato tra le attuali Ucraina e Bielorussia, all'epoca in buona parte coperte da ghiacciai.
- Spiritualità: i Mamutoi venerano, come tutte le tribù degli Altri, la Grande Madre Terra, che loro conoscono come "Mut", nome derivato probabilmente dalla contrazione di "Mammut", animale per loro sacro ed attorno al quale ruota praticamente tutta la loro sopravvivenza e la loro economia. Gli sciamani Mamutoi rinunciano al loro nome per essere chiamati semplicemente "Mamut", e considerano lo Spirito del Mammut come massima autorità spirituale dopo la Madre Terra. Le statuette che riproducono Mut sono dette "Muta".
- Strutture Abitative: i componenti delle tribù Mamutoi abitano tutti insieme in strutture abitative dette Campi, che in inverno sono stanziali ed hanno il nome di un animale - Campo del Leone - mentre in estate, al Raduno d'Estate, sono nomadi ed hanno il nome di una specie vegetale - Campo della Tifa. Ogni Campo è costituito da più focolari separati da strutture removibili in modo che lo spazio comune, se necessario, possa essere ridistribuito. I Focolari prendono in genere il nome dell'animale sacro, per varie ragioni, ai suoi componenti, ma il Campo prende il nome di quello del Capotribù più vecchio, maschio o femmina che sia (nel Campo del Leone, il maggiore era Talut...se Tulie fosse stata la più grande, si sarebbe chiamato Campo del Bisonte). In linea di massima, il Campo è strutturato con un'area d'ingresso, dove si trovano il deposito del combustibile, gli utensili di uso comune - come le pale per la neve - e gli indumenti appesi ad asciugare, ad esempio dopo la pioggia. Il Primo Focolare è comune, è di solito il più ampio ed è utilizzato come zona di raduno - ad esempio prima di una partenza - e per cucinare quando si debba far da mangiare per tutti, come nel caso di una Cerimonia o di una festa. Ai due estremi del Campo, escluso il Focolare Comune, stanno i Focolari dei capitribù e delle loro famiglie. Al centro della struttura, si trova il Focolare del Mammut, dove risiede lo sciamano del Campo, e che viene destinato alle Cerimonie, alle riunioni ed all'accoglienza degli ospiti. I Focolari intermedi appartengono agli altri membri del Campo, riuniti per famiglie. Sebbene si possa cucinare anche nel Focolare Comune, tutti i focolari hanno una loro zona di cottura - più piccola - e le piattaforme letto dei vari componenti, distribuite in modo da garantire ad ognuno un minimo di spazio per i propri effetti personali. La struttura del Campo è generalmente composta da un'intelaiatura di ossa di Mammut, poi ricoperte di vari strati di pelli, intercalate con lana di Mammut per dare maggiore isolamento termico. Sebbene il Campo invernale sia stanziale, la sua struttura, in caso di estrema necessità, permette di smontarlo e spostarlo abbastanza agevolmente. Il Campo invernale, alla partenza per il Raduno, non viene mai smontato del tutto, ma viene chiuso e viene portato via lo stretto indispensabile per il periodo estivo, quindi viene posta a sua guardia una "Muta", ovvero una statuetta dalle sembianze femminili raffigurante la Madre Terra. La sua presenza vieta a chiunque di profanare il Campo in assenza dei suoi abitanti, a meno che non si tratti di situazioni di emergenza come una o più persone affamate, ferite oppure in difficoltà. In questo caso, il dovere dell'accoglienza impone agli abitanti - anche in loro assenza - di permettere che il Campo venga utilizzato, ma gli "ospiti", prima di andarsene, dovranno ricambiare lasciando dei Doni per placare gli Spiriti e ringraziare per l'ospitalità, sebbene involontaria, ricevuta.
- Struttura Sociale: sebbene i Mamutoi siano una struttura sociale basata principalmente sul Matriarcato, il governo dei Campi e della società è di tipo paritario. I Campi sono infatti governati da due capitribù, fratello e sorella, e per le decisioni importanti vi è un Consiglio dei Fratelli ed un Consiglio delle Sorelle, che risolvono i contenziosi più complessi, ad esempio in caso di scontri con altre tribù. I Capi devono essere sempre fratello e sorella, nel caso manchi una parte della coppia - ad esempio in una famiglia ove ci sono solo maschi, oppure solo femmine - l'altro componente può comunque essere adottato da un altro Campo. Generalmente il titolo di Capo passa di padre in figlio, ma un Capo può anche deporre il titolo a favore di qualcun altro - ad esempio se non ci sono figli - oppure rifiutarsi - come nel caso di un figlio - di assumere il ruolo. Ovviamente, in caso di abdicazione, l'eventuale fratello/sorella che condivide il comando deve essere d'accordo, e comunque il comando dovrà essere passato sempre ad una nuova coppia composta da fratello e sorella. Poiché i Capitribù hanno ognuno la sua famiglia, in linea di massima è il tempo a stabilire quando possa esserci il ricambio generazionale. Gli eredi del Campo sono i figli della sorella, che in quanto Donna rappresenta la Madre Terra e quindi ha maggior prestigio, ma qualora i figli della sorella decidano di fondare un nuovo Campo, come Degie e Tarneg, magari perché già grandi e pronti a farsi una famiglia quando la madre è ancora in età adatta per gestire il comando, il Campo potrà essere un giorno ereditato anche dai figli del Focolare del fratello, come Danug e Latie, se decideranno di assumere il ruolo e se il Campo manifesterà il proprio assenso.
- Riti della Femminilità: sono i Rituali ai quali vengono sottoposte le giovani donne dopo il primo flusso mestruale. Quando una bambina diventa donna, e quindi fisicamente in grado di concepire figli, il suo "passaggio per gli Spiriti" - l'imene virginale - deve essere aperto in modo da poter accogliere lo Spirito di un uomo. Per tali cerimonie devono essere scelti uomini in grado di aprire la fanciulla - spesso poco più che bambina - con la dovuta cautela, senza dolore eccessivo e lasciandole un bel ricordo dell'esperienza. Donne più anziane vigilano, in disparte, che tutto si svolga nel migliore dei modi e che l'uomo non sia eccessivamente rude. Tale richiesta è molto ambita dagli uomini, ma spesso alcuni si rifiutano per paura di fare troppo male.
- Riti Funebri: il rito funebre per i Mamutoi è un momento di grande importanza, poiché il passaggio nell'Altro Mondo comunicherà agli Spiriti anche il prestigio del Campo del defunto, per garantirsi così il loro favore. I defunti vengono sepolti con i loro abiti più belli, con gli oggetti che hanno amato in vita e con i doni delle persone che li amano. Nel caso che un uomo e la sua compagna vengano seppelliti insieme, verranno posti uno accanto all'altra. Nel caso di stretta parentela, come per i fratelli, verranno sepolti testa contro testa, per evitare che, giunti nell'altro mondo, non si scordino del legame che li univa in vita.
- Commercio: buona parte dell'economia Mamutoi è legata al Mammut stesso, poiché da esso si ricavano la carne per le provviste invernali, ma anche le materie prime per costruire i Campi, come le enormi ossa e le pelli, la lana ed i tendini. Cacciano anche altri animali ovviamente, e non esistendo il denaro, il commercio dei Mamutoi è basato sul baratto. Pelli e pellicce sono molto importanti, ma anche gli oggetti finemente decorati, le armi ed i gioielli sono merci di valore. Particolare importanza hanno il sale e le conchiglie, specie se il mare è lontano e difficile da raggiungere, ma anche l'ambra, poiché è molto rara. Non esistendo all'epoca le pietre preziose, quarzo, avorio e pietre dure erano molto ricercati. Ottima merce di scambio sono le pietre focaie, per la loro utilità nell'accendere il fuoco.
- Figli: poiché ancora non era riconosciuto il ruolo biologico del padre, i figli appartengono alla donna, quindi sono "figli" per la donna, e "figli del Focolare" per l'uomo. Gli eredi degli uomini sono quindi sempre i figli delle sorelle, ma ciò non significa che l'uomo non si affezioni profondamente ai figli del suo Focolare - specie quando una somiglianza spiccata possa fargli pensare che siano anche "figli del suo Spirito", ovvero generati dall'unione del suo Spirito con quello della loro madre per volere della Madre Terra - e che non decida, in futuro, di rimanergli accanto, ad esempio in vecchiaia.
- Figli del Focolare: nel periodo in cui un uomo ed una donna sono uniti da matrimonio, tutti i figli che nascono sono Figli del Focolare dell'uomo, anche qualora il bambino possa essere figlio dello Spirito di un altro uomo. È l'uomo del Focolare che è tenuto ad occuparsi di loro e della loro crescita, prendendosi anche cura della loro madre. Qualora il legame si sciolga, i figli seguono la madre, in questo caso saranno "Figli del Focolare di (animale sacro alla madre), nati al Focolare di (nome del compagno della madre al momento della nascita), portati e cresciuti al Focolare di (nome compagno successivo). Il Focolare, nella posizione del Campo, prende il nome dalla linea di sangue della madre, quindi si dice che "la donna ha portato il proprio Focolare a (nome dell'uomo)".
- Promiscuità: sebbene il Focolare sia considerato il nucleo familiare per eccellenza, non è proibito condividere i "Piaceri", ovvero il sesso, anche con uomini e donne differenti dal proprio compagno o dalla propria compagna. Tale tolleranza era legata al fatto che la vita di gruppo era alla base della sopravvivenza sociale, e quindi gelosie e ripicche potevano ledere pesantemente tali legami di solidarietà e collaborazione, lesionando la struttura sociale dalle fondamenta. Poiché la paternità non era ancora oggetto di prove inattaccabili, se non tramite somiglianze che tuttavia potevano anche essere casuali, il concepimento separato dal sesso consentiva di evitare la legittimazione dei figli, che quindi venivano visti solo dal punto di vista strettamente materno e con un legame affettivo e di responsabilità con il suo compagno. Era comunque importante che l'eventuale "libertà" di comportamento in campo sessuale fosse condivisa ed accettata senza problemi, al fine di evitare attriti dal punto di vista della coppia.
- Prestigio: di grande importanza per i Mamutoi è il "prestigio", ovvero il livello sociale che si ottiene o si riesce a raggiungere, ad esempio tramite qualità personali o matrimonio.
  - Prestigio Maschile: il prestigio dell'uomo parte da quello della madre, ovvero della donna che lo ha generato. L'uomo eredita quindi il prestigio materno, sulla base della linea di sangue della madre - ad esempio se è imparentata con Capitribù o se lo è lei stessa - ma anche delle sue capacità. Qualora l'uomo sia di origini modeste - con una madre con un prestigio poco elevato oppure con poche qualità - può ugualmente, con il tempo, migliorare la propria posizione sociale tramite l'impegno e le qualità personali, se ad esempio si distingue come artigiano, come cacciatore, come guerriero o come artista. Ciò può consentirgli di accumulare una buona posizione dal punto di vista economico, e quindi di poter sostenere un elevato "Prezzo della Sposa", chiedendo così in moglie una donna di alto prestigio. Al momento del matrimonio, l'uomo ottiene quindi il prestigio della compagna, che poi ricadrà sui figli del suo Focolare, qualora ne nascano. In caso di scioglimento del legame, l'uomo perde il prestigio ottenuto, che andrà ad un eventuale successivo compagno della sua ex-compagna, ma i figli del suo Focolare lo manterranno per diritto di nascita.
  - Prestigio Femminile: il prestigio della donna parte da quello della madre, ovvero dalla donna che l'ha generata. La donna eredita quindi il prestigio materno, sulla base della linea di sangue della madre - ad esempio se è imparentata con Capitribù o se lo è lei stessa - ma anche delle sue capacità. Nel corso della vita, il prestigio della donna si accresce per molti fattori, che l'uomo ad esempio non ha. La bellezza esteriore è tenuta in grande considerazione - le donne di bell'aspetto sono molto ambite - così come la capacità di generare figli, vista come un segno del favore della Madre Terra - le donne già madri sono molto ricercate perché dimostrano di essere in grado di procreare - assieme alle capacità personali. L'abilità nella caccia è importante, ma anche quella di fabbricare oggetti, oppure l'abilità diplomatica. Se una donna riceve molte richieste di matrimonio, questo aumenta il suo prestigio e di conseguenza il suo Prezzo della Sposa. Il prestigio della donna, all'atto del matrimonio, si riversa sul compagno e sui figli nati in seguito.
  - Prezzo della Sposa: una componente importante del prestigio di una donna è il Prezzo della Sposa. Quando un uomo chiede in moglie una donna, deve poter dimostrare di essere in grado di provvedere a lei ed ai figli che nasceranno. Inoltre, qualora la donna debba trasferirsi al Campo dell'uomo, lasciando la famiglia ed i parenti, il Prezzo della Sposa si alza per "risarcire" il Campo della donna del fatto che loro accettino di perderla. Un Prezzo della Sposa non dovrebbe mai superare quello che un uomo è in grado di pagare, ma ovviamente più è alto, più il prestigio da ambo le parti si alza. Aumenta il prestigio della donna e del suo Campo, che viene gratificato per aver ceduto un suo prezioso componente di sesso femminile. Aumenta il prestigio del pretendente, che dimostra di avere una solida posizione economica. Se il Campo dell'uomo, qualora la donna sia di alto prestigio, partecipa al Prezzo della Sposa, il prestigio aumenta anche per il Campo. Tutto il prestigio va poi ad aumentare quello della donna, e ciò si riverserà sui figli. Poiché il concetto di denaro non esiste ancora, il Prezzo della Sposa - fissato dai capitribù della sposa, dalla madre e solo molto raramente dalla sposa stessa, per evitare che esageri nelle richieste - è in genere pagato in oggetti di valore, come pellicce, pelli, materiali pregiati - ambra, conchiglie, avorio, corna e/o denti di animali - o attrezzi, selce lavorata o grezza, sale. Parte del Prezzo della Sposa può anche essere pagato in oggetti che poi verranno utilizzati nella vita in comune della coppia, ai quali si aggiungeranno i doni per il matrimonio. Se una donna è ambita, il Prezzo della Sposa sale, e due uomini possono decidere di unirsi per pagarlo insieme, se la donna è d'accordo di avere due uomini al Focolare invece di uno. Se un uomo non ha la possibilità di pagare un alto Prezzo della Sposa, può integrarlo con offerte diverse, ad esempio rendendosi disponibile ad accogliere la madre della compagna, qualora sia già anziana e rischi di rimanere da sola.

## Altri volumi della serie
- Ayla figlia della terra
- La valle dei cavalli
- Le pianure del passaggio
- Focolari di pietra
- La terra delle caverne dipinte

## Edizioni
- Jean M. Auel, Gli eletti di Mut, traduzione di Annita Biasi, collana LA GAJA SCIENZA, vol.n.211, Longanesi & C., 1987,  p. 594, ISBN 88-304-0765-8.
- Jean M. Auel, Gli eletti di Mut, traduzione di A. Biasi Conte, collana TEADUE, Longanesi, 1990,  p. 594, ISBN 88-7819-318-6.